# 廈門海防同知
廈門海防同知，清朝时设置的廈門海防同知。
康熙二十五年（1686年），泉州府海防同知從泉州改駐廈門，官署在今福建省厦门市思明區，属泉州府。
道光二十二年（1842年），中英《南京条约》签订后，厦门被辟为五口通商口岸之一。